# Zámecký pahorek
Zámecký pahorek är ett berg i Tjeckien.   Det ligger i regionen Olomouc, i den östra delen av landet, 210 km öster om huvudstaden Prag. Toppen på Zámecký pahorek är 868 meter över havet, eller 121 meter över den omgivande terrängen. Bredden vid basen är 2,0 km.
Terrängen runt Zámecký pahorek är huvudsakligen kuperad.Runt Zámecký pahorek är det ganska tätbefolkat, med 78 invånare per kvadratkilometer. Närmaste större samhälle är Zlaté Hory, 6,5 km nordost om Zámecký pahorek. I omgivningarna runt Zámecký pahorek växer i huvudsak barrskog.